# Suriya Prasathinphimai
Suriya Prasathinphimai (en tailandés: สุริยา ปราสาทหินพิมาย) (Tailandia, 2 de abril de 1980) es un deportista olímpico tailandés que compitió en boxeo, en la categoría de peso medio y que consiguió la medalla de bronce en los Juegos Olímpicos de Atenas 2004.

## Palmarés internacional
| Juegos Olímpicos | Juegos Olímpicos | Juegos Olímpicos  | Juegos Olímpicos |
| Año              | Lugar            | Medalla           | Prueba           |
| ---------------- | ---------------- | ----------------- | ---------------- |
| 2004             | Atenas (Grecia)  | Medalla de bronce | Peso medio       |